# Tomáš Bucháček
Tomáš Bucháček (* 7. března 1978 Neplachovice) je český cyklista. V roce 2007 se stal mistrem republiky v silničním závodě jednotlivců.

## Kariéra
K cyklistice se dostal díky svému otci, který byl československým reprezentantem. Do profesionálního pelotonu nahlédl ve stáji Joko Velamos v roce 2002, později prošel Favoritem Brno a stájí PSK Whirlpool. V roce 2004 vyhrál jednu etapu na Bohemia Tour, o dva roky později si připsal etapové vítězství na závodě Kolem Bulharska.
V roce 2006 startoval jako náhradník za zraněného Reného Andrleho i na mistrovství světa, v Salcburku byl sice z Čechů druhý nejlepší, ale až na 103. místě.
V sezóně 2007 dosáhl několika dobrých výsledků, když vyhrál dvě etapy na závodech ve Francii a dařilo se mu i na etapovém závodě v Srbsku, kde obsadil sedmé místo. Největšího úspěchu se ale překvapivě dočkal na mistrovství republiky v silničním závodě jednotlivců v Brně. Byl jediným zástupcem nejsilnější stáje PSK Whirlpool v úniku, který nakonec dovezl svůj náskok až do cíle. Když se skupina zúžila na čtyři cyklisty, vyšel mu druhý nástup a nikým neohrožován si dojel pro mistrovský titul.

## Soukromý život
Žije v neplachovicích Je ženatý, dcera a syn. Má přezdívku čert nebo Buchajda.